# UBE2D2
UBE2D2‏ (Ubiquitin conjugating enzyme E2 D2) هوَ بروتين يُشَفر بواسطة جين UBE2D2 في الإنسان.

## الوظيفة
يعد تعديل البروتينات باستخدام اليوبيكويتين آلية خلوية مهمة لاستهداف البروتينات غير الطبيعية أو قصيرة العمر للتحلل. يشتمل اليوبيكويتين على ثلاث فئات على الأقل من الإنزيمات: إنزيمات تنشيط اليوبيكويتين، أو E1s، والإنزيمات المترافقة مع اليوبيكويتين، أو E2s، وأربطة بروتين اليوبيكويتين، أو E3s.
يشفر هذا الجين عضوًا في عائلة الإنزيمات المترافقة مع اليوبيكويتين E2. يعمل هذا الإنزيم في تواجد البروتين الكابت للورم p53، والذي يحفزه إنزيم بروتين يوبيكويتين E3. وجرى العثور على نوعين مختلفين من النسخ المقسمة بشكل بديل لهذا الجين ويقومان بتشفير النظائر المميزة.

## التفاعل
لقد ثبت أن UBE2D2 يتفاعل مع:
- بروتين 3 المحتوي على تكرارات IAP الفيروسية العصوية[4]
- NEDD4[5][6]
- PJA1[7]
- PJA2[7]
- UBE3A.[5][6]